# Jan Duns Scotus
Blahoslavený Jan Duns Scotus (asi 1266, Duns, Skotsko – 8. listopadu 1308, Kolín nad Rýnem) byl skotský mnich, františkán, teolog a filosof, jeden z představitelů pozdní scholastiky. Bývá přezdíván též doctor marianus, neboť byl velkým obhájcem učení o neposkvrněném početí Panny Marie, či doctor subtilis (přesný, precizní) pro jeho schopnost přesného vyjadřování myšlenek. Dne 20. března 1993 jej sv. Jan Pavel II. prohlásil za blahoslaveného.

## Život
O životě Dunse Scota víme jen málo. Podle jeho přízviska se soudí, že se narodil v obci Duns ve Skotsku blízko anglických hranic. Někdy kolem roku 1280 vstoupil do františkánského řádu, studoval filosofii a v letech 1288–1293 teologii v Oxfordu. Roku 1291 byl vysvěcen na kněze a po ukončení studia přednášel v Oxfordu a patrně i v Cambridgi. Roku 1299 patrně napsal svůj první komentář k Sentencím Petra Lombarda a řadu komentářů k Aristotelovi. Roku 1302 přednášel Sentence v Paříži, na tehdy vedoucí univerzitě, roku 1303 musel však město opustit, protože se spolu s dalšími mnichy postavil na stranu papeže proti králi Filipu IV., který chtěl od kněží vybírat daně. Roku 1304 se vrátil, získal titul magistra a roku 1306 nebo 1307 byl magister regens, tj. zhruba dnešní profesor teologie na františkánské fakultě v Paříži. Z této doby pochází řada jeho disputací. Roku 1307 přešel na františkánské učiliště v Kolíně nad Rýnem, kde následujícího roku zemřel, patrně na mor. Je pohřben v tamním minoritském kostele.

## Dílo
Rozsáhlé Scotovo dílo (26 svazků) tvoří nehotové rukopisy, poznámky a záznamy z přednášek, které asi nebyly určeny k publikaci. Tyto spisy byly dále doplňovány a opravovány, takže je dnes obtížné určit, co je Scotův původní text. První souborné vydání vyšlo v Lyonu 1639 a bylo nahrazeno až kritickým vydáním, které začalo vycházet po roce 1950. Po období mimořádného vlivu v 16. a 17. století se Scotovo dílo těší zvýšené pozornosti až ve 20. století.
Mezi nejstaršími spisy jsou komentáře k Aristotelovi a k Porfyriovi (Parva logicalia) a Quaestiones subtilissimae de metaphysica Aristotelis (odtud možná i jeho přízvisko „doctor subtilis“). Nejdůležitější spis, Ordinatio, je nedokončenou revizí Scotova oxfordského komentáře k Sentencím. Zhruba v téže době vznikaly Collationes, sbírka 46 kratších disputací; pozdní spis je De primo principio s obšírným důkazem Boží existence a Quaestiones quodlibetales, přednášky na rozmanitá témata.

## Myšlení
Scotus je první představitel pozdní scholastiky. V období vrcholné scholastiky Tomáš Akvinský harmonizoval Aristotela s křesťanstvím, tento pokus o syntézu však byl terčem kritiky ze dvou stran. Na jedné to byli radikální aristotelici a averroisté (Siger Brabantský a j.), kteří si všímali rozporů mezi Aristotelem a křesťanskou teologií, na druhé františkánští autoři jako Bonaventura, kteří se více drželi Augustina a novoplatoniků. Scotus se obrací proti averroistům a Aristotelovi, kterého důkladně znal, na druhé straně na rozdíl od Bonaventury soudí, že k přirozenému poznání světa není třeba zvláštního Božího osvícení.
Vůle podle něho není podřízena rozumu, ale rozum naopak slouží vůli tím, že jí poskytuje potřebný předmět. Teologie je praktická nauka, která se řídí Boží láskou a vůlí a vede tak člověka na životní cestě.

### Teorie poznání
Poznání začíná – stejně jako u Tomáše – smysly, rozum (intellectus) se však na ně neomezuje. Scotus rozlišuje abstraktivní poznání, které vede k pojmům a definicím, a intuitivní poznání, které věci chápe vcelku a holisticky, může však skutečně poznat i jednotlivou a nahodilou věc. Intuitivní poznání je bezprostřední náhled, který teprve také umožňuje reflexi a poznání sebe.
Poznání je podmíněno principy logiky, smyslovou zkušeností, ale také záměrem, intencí poznávajícího, což jsou složky, které nelze dokazovat. V logice rozlišuje Scotus mezi intenzí a extenzí pojmu. Pro moderní badatele je zajímavý také tím, že se důkladně zabýval otázkami možnosti, chtění, záměrů a tedy modální logikou, i když ji nijak neformalizoval.
Vědění předpokládá abstrakci, hledá příčiny a může postupovat deduktivně nebo induktivně.

### Metafyzika
Duns Scotus vypracoval nové pojetí jsoucna: zatímco Tomáš mluvil o jsoucnu jako o tom, co jest (id quod est), Scotus k němu připojil sféru možnosti: jsoucno je to, čemu neodporuje být (id cui esse non repugnat). Jsoucnost chápal univočně (jednoznačně), což znamená, že všemu, co je, přináleží stejným způsobem: stvořeným věcem i Bohu; Tím zároveň popřel tomistickou nauku o analogii entis; popíral též reálnou distinkci mezi bytností (essentia) a bytím (esse).
Jsoucno je tak vlastně převedeno na esenci konstituovanou vzájemně si neodporujícími určeními. Proto Scotus zavádí nauku o disjunktivních určeních jsoucna: dříve než na deset aristotelských kategorií se jsoucno např. dělí na konečné a nekonečné, neboť nekonečné jsoucno (ens infinitum, Bůh) se kategoriím vymyká.
Scotus byl filosofický realista a soudil, že i univerzální existuje dřív než je poznáno a není tedy produktem našeho myšlení. Člověk toto univerzální (natura communis, společná přirozenost) poznává abstrakcí z jednotlivého. Nominalismus sice obšírně vyvrací, svým rozlišováním však připravuje půdu, na niž naváže později Ockham.

### Etika
Základem Scotovy etiky je svobodná vůle, což je bezprostředně evidentní skutečnost. Člověk se pohybuje mezi sklonem k příjemnému a sklonem ke spravedlivému (zde Scotus navazuje na Anselma z Canterbury), mezi nimiž se rozhoduje; jen pokud se však rozhodne pro dobro a spravedlnost, jedná dobře. Svobodné jednání je sice nahodilé, ale není iracionální. Vůle sama je slepá a rozhodování tak nutně vyžaduje rozum, za takové jednání pak člověk také nese plnou odpovědnost. Vůdčím principem etiky i morálky je zřejmá skutečnost, že Boha je třeba milovat; odtud se odvozují všechny další zásady a příkazy. Jen tři první přikázání Desatera jsou evidentní, všechna ostatní jsou z Boží vůle a mohla by znít i jinak: proto mohl Bůh Abrahamovi přikázat, aby zabil syna Izáka.
Nesmí se provádět špatné věci, aby byly získány dobré výsledky.
Jan Duns Scotus

### Theologie
Oproti svým předchůdcům zdůraznil Scotus v theologii především Boží svobodu: Bůh je všemohoucí a absolutně svobodný, proto nic z toho, co tvoří, netvoří nutně, nýbrž kdyby chtěl, mohl vytvořit úplně jiný svět; náš svět je pro Boha pouze jeden z možných světů. Protože svět pochází z neomezené Boží vůle, nemůžeme rozumovou spekulací nahlédnout „důvody“ stvoření.
Dále se Scotus podílel na vypracování nauky o neposkvrněném početí Panny Marie, kterou Bůh z dědictví hříchu (s přičiněním Ježíšovým ex hoc) svým rozhodnutím vyňal.

## Vliv a význam
Přestože v současnosti (po etablování novotomismu) je nejznámějším scholastikem sv. Tomáš Akvinský, v pozdním středověku a raném novověku byl Scotus podstatně vlivnější. Scotova nauka se v jeho řádu stala normou, vznikla tak škola skotistů. Skotismus ovlivnil „druhou scholastiku“, F. Suáreze, Arriagu, dále Leibnize a zprostředkovaně Kanta. Z filosofů nedávné minulosti se o Scotovi s úctou vyjadřoval Charles Peirce a na téma Scotovy nauky o kategoriích se habilitoval Martin Heidegger.
Z básníků byl Scottovým dílem ovlivněn například anglický básník Gerard Manley Hopkins. Viděl v něm bratrsky známý hlas: "Kdykoliv pohlédnu na nějaký jedinečný jev nebes či moře, myslím na Dunse Scotta"